# 금융개혁당
금융개혁당(金融改革黨)은 대한민국 제22대 국회의원 선거 전후로 존재했던 대한민국의 정당이다. 비례대표 선거에 출마하였으나 낙선하였다.

## 주요 선거 결과

### 국회의원 선거
|  | 0% |

|  | 0.07% |

|  | 0% |